# Georg Hermann Valentin
Georg Hermann Valentin  (* 9. Dezember 1848 in Berlin; † 24. November 1926 ebenda)  war ein deutscher Bibliothekar und Mathematikhistoriker.

## Leben
Georg Hermann Valentin besuchte das Friedrichswerdersche Gymnasium und studierte ab 1869 an der Universität Berlin Mathematik. Er studierte bei Ernst Eduard Kummer, Leopold Kronecker und Karl Weierstraß, bei dem er 1879 promoviert wurde (De aequatione algebraica, quae est inter duas variabiles, in quandam formam canonicam transformata). Er war ab 1874 Assistent an der Preußischen Staatsbibliothek, wurde 1884 Kustos, 1893 Bibliothekar, 1894 Oberbibliothekar und 1908 deren Direktor. 1920 ging er in den Ruhestand.
Valentin legte ab 1884 eine Sammlung von rund 150.000 Katalogzetteln für eine geplante Bibliographie aller mathematischen Werke an, die vor 1900 erschienen waren. Darin fanden sich Hinweise zu rund 200.000 mathematischen Werken. Er arbeitete daran bis zu seinem Tod (die Preußische Staatsbibliothek stellte ihm nach seiner Pensionierung dafür ein eigenes Zimmer zur Verfügung) und plante die Veröffentlichung in sechs Bänden. Die Arbeit daran – darunter Reisen in ausländische Bibliotheken – finanzierte er mit beträchtlichen eigenen Mitteln. Für die Veröffentlichung fand sich kein Verlag und es fehlten auch finanzielle Mittel. Nach seinem Tod sah Arthur Schoenflies die Sammlung durch. Schoenflies befürwortete den Druck des beinahe druckfertigen ersten Bandes und die Durchsicht der weiteren Bände auf vor 1870 gedrucktes Schrifttum (was er selbst noch vor seinem Tod durchführte), da danach nach der Ansicht von Schoenflies das Jahrbuch über die Fortschritte der Mathematik die Literatur aufführte. Der Katalog blieb in der Preußischen Staatsbibliothek und verbrannte mit weiteren Beständen der Bibliothek 1944 nach einem Bombenangriff.
1885, 1900 und 1911 berichtete Valentin in der mathematikgeschichtlichen Zeitschrift Bibliotheca Mathematica über den Stand seiner Bibliographie. Er veröffentlichte eine Bibliographie zu Frauen in den exakten Wissenschaften und veröffentlichte über Leonhard Euler in Berlin (so lokalisierte er dessen Haus in der Behrensstraße 21).
Der Referent der Rezension des Nachrufs von Archibald auf dem Internationalen Mathematikerkongress in Bologna im Jahrbuch über die Fortschritte der Mathematik (Band 58, 1933, S. 44–45) sprach sich im Gegensatz zu Schoenflies für eine vollständige Publikation aus, veranschlagte dafür aber noch eine mehrjährige Bearbeitungsdauer, zum Beispiel für eine bessere Gliederung und Ordnung. 
1880 heiratete er Käthe Hirsch, die Tochter des Medizinprofessors August Hirsch. Mit ihr hatte er fünf Töchter.